# Jevišovka (okres Břeclav)
Obec Jevišovka (do roku 1949 Frélichov, poté v letech 1949–1950 Charvátská, chorvatsky Frielištof, německy Fröllersdorf) se nachází v okrese Břeclav v Jihomoravském kraji. Obcí protéká stejnojmenná řeka, která se zde vlévá do Dyje. V obci žije 700 obyvatel. Jedná se o vinařskou obec v Mikulovské vinařské podoblasti (viniční tratě: Rebry, Dražice, Stará hora).

## Název
Nejstarší (14. století) doložená podoba jména je Frolaychsdorf, od 15. století ve variantě Fröllersdorf, které pochází od osobního jména Fröhlich ("Veselý") nebo jeho domácké podoby Fröller. Počeštěno původně na Frelešdorf, od 19. století Frelichov či Frelišov, srbochorvatsky Frjelištorf. Po druhé světové válce došlo k přejmenování na Charvátská, brzy na to podle blízké říčky na Jevišovka.

## Historie
První písemná zmínka o obci pochází z roku 1353. V roce 1900 zde žilo 1160 obyvatel. Početné chorvatské (74 % roku 1930) obyvatelstvo bylo v roce 1948 násilně přesídleno do vnitrozemí. Rovněž byli odsunuti obyvatelé německé národnosti (17 % roku 1930). V roce 1949 získala ve vlně přejmenování německých názvů obcí jméno Charvátská, hned o rok později však byla přejmenována podruhé na stávající jméno podle protékající řeky.

## Pamětihodnosti
- Kostel svaté Kunhuty – funkcionalistická stavba z let 1929–1930 dle návrhu architekta Miloslava Kopřivy. Nahradila původní gotický kostel stejného zasvěcení. Z něj se zachovala pouze gotická věž současného kostela.
- barokní socha svatého Jana Nepomuckého z roku 1741 od Ignáce Lengelachera, stojí před kostelem
- Kříž na Staré hoře – kamenný barokní kříž datovaný 1772

## Galerie

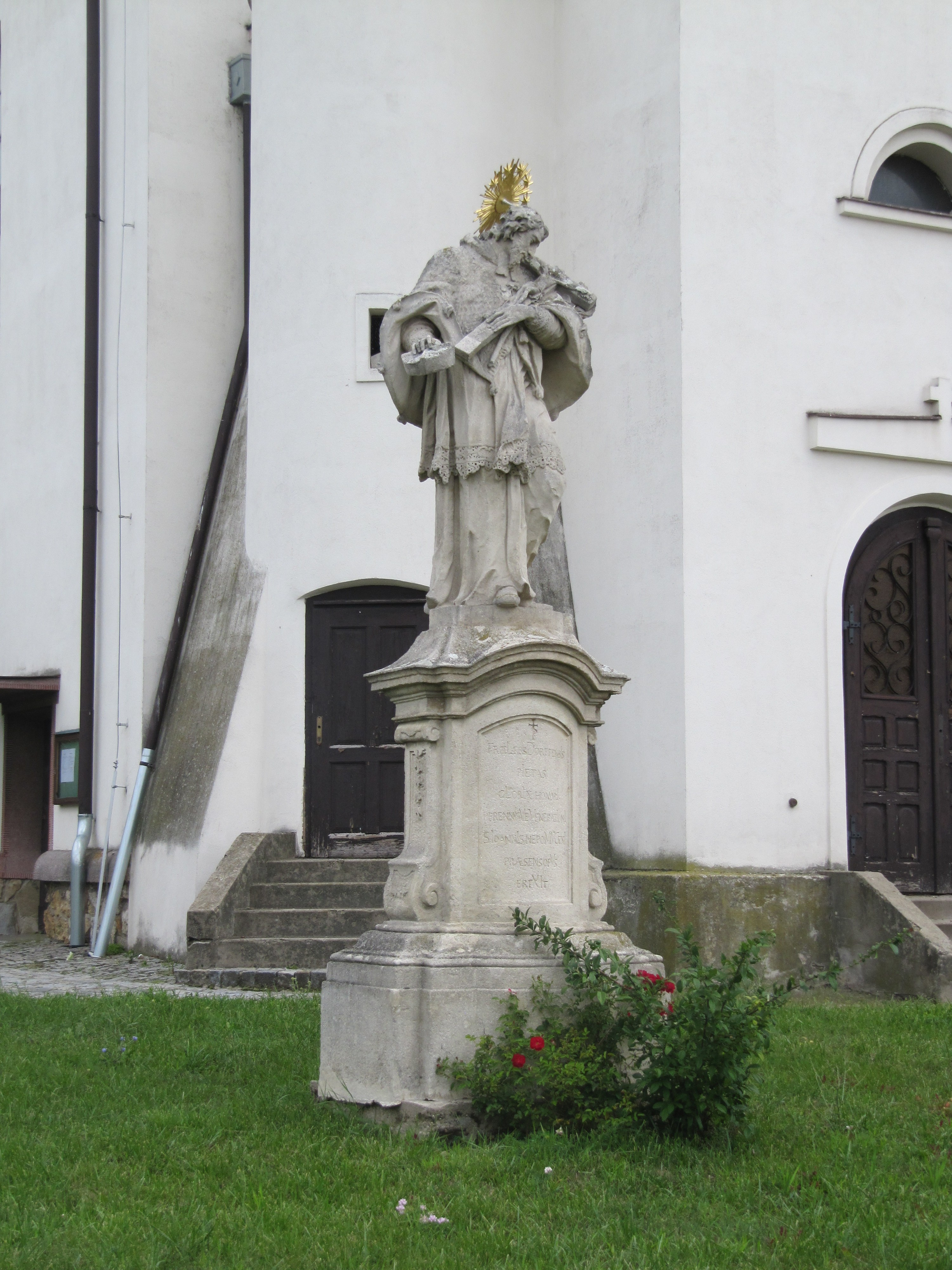
Socha svatého Jana Nepomuckého
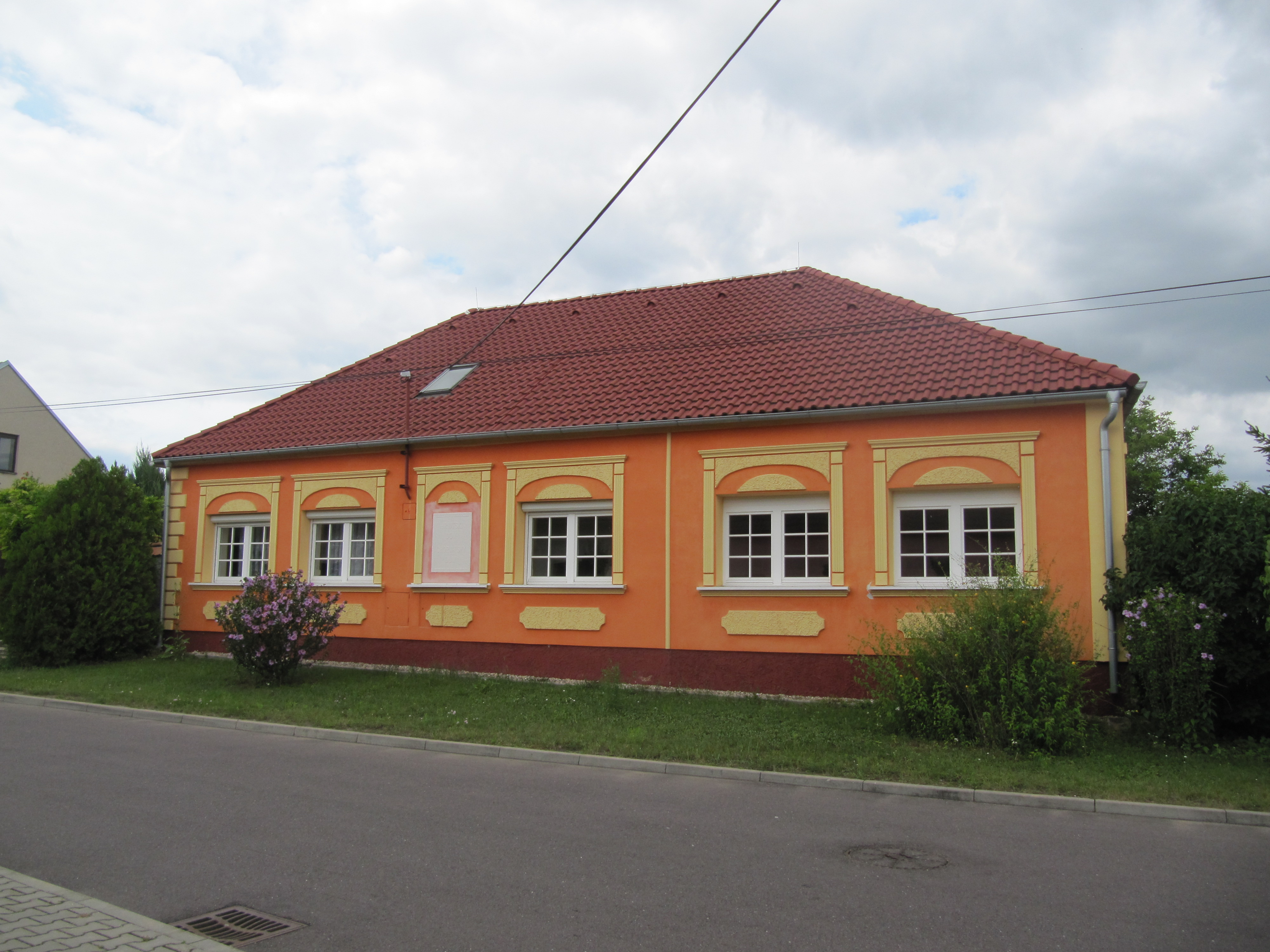
Chorvatský dům
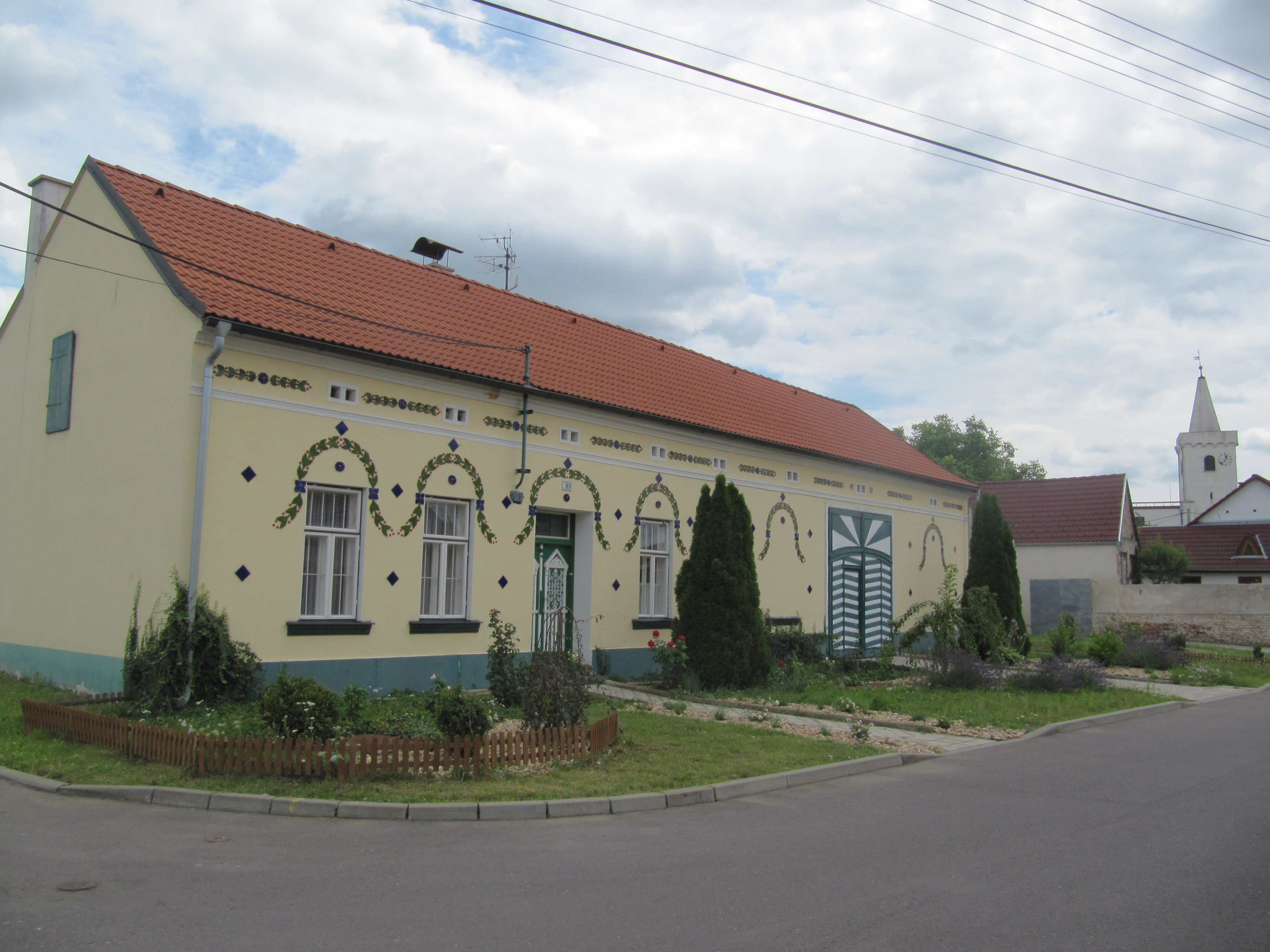
Dům č. p. 186
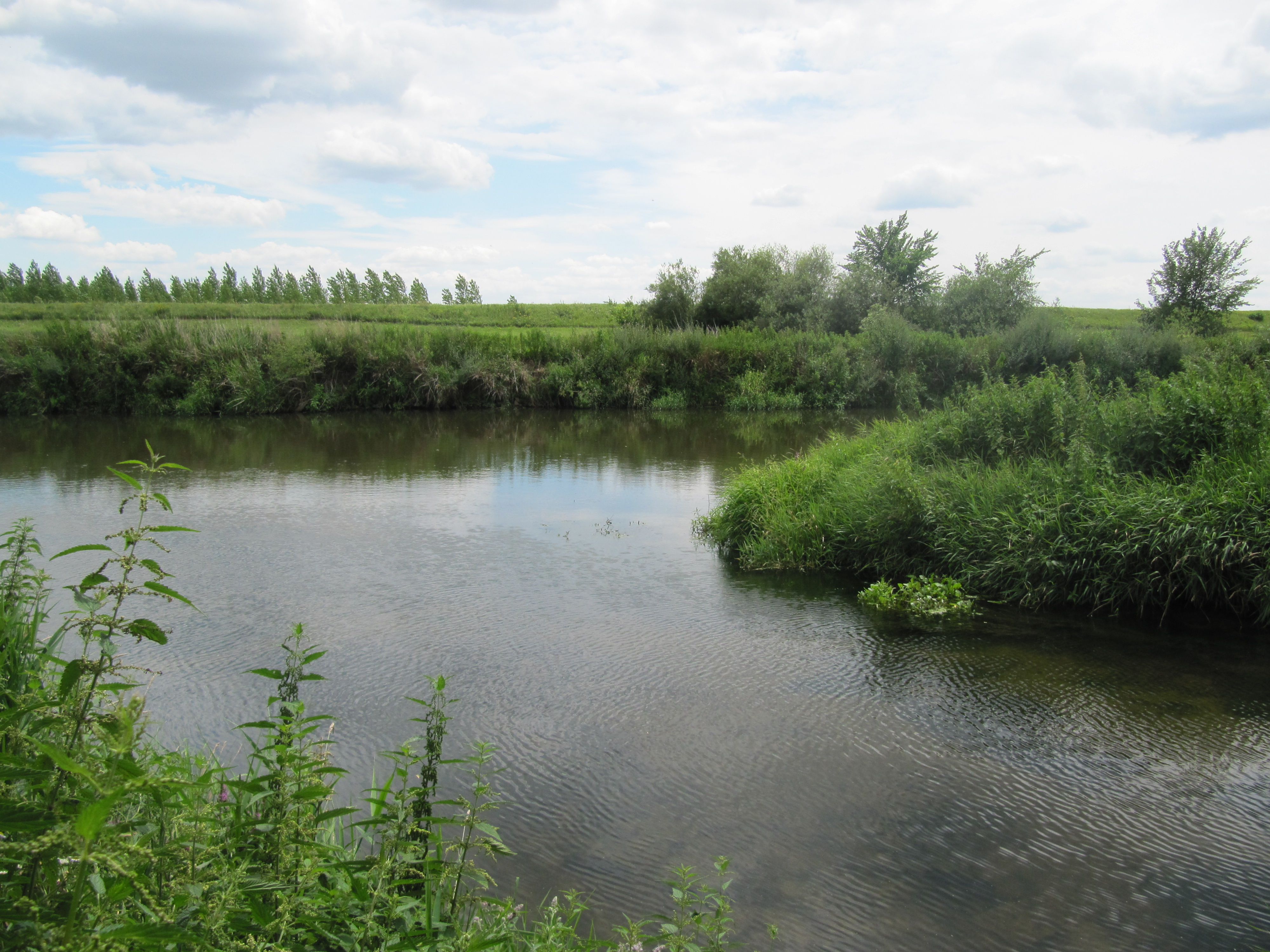
Soutok Jevišovky a Dyje

## Společenský život
Od roku 2009 se obec zabývá tříděním a snižováním množství odpadů. Všechny domácnosti byly vybaveny bezplatně nádobami s obsahem 110 litrů, čímž se snížilo množství netříděného komunálního odpadu. Svozová firma zajistila vozidla a kompostárnu, kam se ukládá bioodpad. Dalším krokem bylo zajištění nádob na třídění papíru a plastů v domácnostech.